# Fauresmithien
Le Fauresmithien est le nom généralement utilisé pour désigner les dernières étapes de l'Acheuléen en Afrique australe et orientale. Il tire son nom de la ville de Fauresmith, située au sud-ouest de Bloemfontein, dans l'état d'Orange.
L'industrie lithique de cette culture, qui se développe dans la région éponyme de Fauresmith, conserve des caractéristiques acheuléennes : bifaces, hachereaux , racloirs, mais la méthode Levallois se développe avec le débitage laminaire, les nucleus acquièrent aussi une forme discoïde. Elle présente de nombreuses analogies avec le Micoquien. On la retrouve également dans d'autres sites archéologiques comme la Grotte de Wonderwerk et Kathu Pan, où elle pourrait dater d'environ 420 000 BP. 